# کوملود
کوملود (به مجاری:  Kömlőd) یک شهرداری در مجارستان است که در ناحیه اوروسلانی واقع شده‌است. کوملود ۲۲٫۸۳ کیلومتر مربع مساحت و ۱٬۲۰۵ نفر جمعیت دارد.